# Heim Péter (közgazdász)
Heim Péter (Budapest, 1970–) közgazdász, a Századvég Gazdaságkutató Zrt. elnöke.

## Életrajz
1996-ban szerezte diplomáját a Budapesti Közgazdaságtudományi Egyetemen.
Karrierjét 1995-ben kezdte makrogazdasági és pénzpiaci elemzőként az OTP Brókernél.
A diploma megszerzése után két évet töltött vezető közgazdászként a Hypo-Securities Hungáriánál, majd egy évig az Állami Kincstárnál dolgozott. 1997-ben Dublinban ösztöndíj keretében a kötvény- és devizapiacok működését tanulmányozta. 
2004 nyaráig az Aegon Magyarország Általános Biztosító Rt vezető közgazdásza, majd az Aegon Magyarország Befektetési Alapkezelő Rt vezérigazgatója volt 5 éven keresztül.
2010-ben Török Gáborral megalapították a Századvég Gazdaságkutató Zrt.-t, melynek  2011 szeptemberéig vezérigazgatója is volt.
A 2016-os Befolyás-barométer szerint ő Magyarország 31. legbefolyásosabb személye.

## Tagságai, tisztségei
- 2004-ig a BAMOSZ elnökségi tagja.
- az Állami Nyomda Nyrt. igazgatóságának tagja.[2]

## Munkássága
Rendszeresen tartott előadásokat a Budapesti Közgazdaságtudományi Egyetemen.
Számos magyar és angol nyelvű publikáció szerzője.

## Elismerései
- A piac 2000-ben[3] és 2002-ben is a legszofisztikáltabb állampapirpiaci befektetőnek választotta.